# چالاب قتکه بارس
 چالاب قتکه بارس ، روستایی است از توابع بخش گهواره و در شهرستان دالاهو استان کرمانشاه ایران.

## جمعیت
این روستا در دهستان قلخانی قرار داشته و بر اساس سرشماری سال ۱۳۸۵ جمعیت آن (۶خانوار) ۳۴نفر 
بوده است.